# Nehesk
Nehesk (persiska: نهسك) är en ort i Iran.   Den ligger i provinsen Khorasan, i den nordöstra delen av landet, 800 km öster om huvudstaden Teheran. Nehesk ligger 1 536 meter över havet och antalet invånare är 121.
Terrängen runt Nehesk är platt åt nordost, men åt sydväst är den kuperad.Runt Nehesk är det ganska glesbefolkat, med 42 invånare per kvadratkilometer. Närmaste större samhälle är Qalandarābād, 7,7 km öster om Nehesk. Omgivningarna runt Nehesk är i huvudsak ett öppet busklandskap.